# Apolinars winterkoning
Apolinars winterkoning (Cistothorus apolinari) is een zangvogel uit de familie Troglodytidae (winterkoningen). Het is een bedreigde, endemische vogelsoort in Colombia. De vogel is vernoemd naar een Colombiaanse monnik Apolinar Maria (1877-1949) die ook vogelkenner was.

## Kenmerken
De vogel is 12 cm lang. Het is een licht roodbruin gestreepte soort winterkoning met een grijze wenkbrauwstreep. De borst en buik zijn vuilgrijs met een vage roodbruine waas en de rug en de stuit hebben zwarte streepjes.

## Verspreiding en leefgebied
Deze soort is endemisch in Colombia en telt 2 ondersoorten:
- C. a. apolinari in de Andes in de departementen Boyacá en Cundinamarca.
- C. a. hernandezi in draslanden ten zuiden van de stad Bogota.

Het leefgebied bestaat uit dichte oevervegetatie rond moerassen en meren (meestal riet) in de Andes tussen de 1800 en 3600 m boven zeeniveau.

## Status
Apolinars winterkoning heeft een beperkt verspreidingsgebied en daardoor is de kans op uitsterven aanwezig. De grootte van de populatie werd in 2018 door BirdLife International geschat op 600 tot 1700 volwassen individuen en de populatie-aantallen nemen af. Het leefgebied wordt aangetast door inpoldering en afbranden van riet om plaats te maken voor de teelt van uien of voor begrazing. Om deze redenen staat deze soort als bedreigd op de Rode Lijst van de IUCN.